# 紫荆镇 (安康市)
紫荆镇，是中华人民共和国陕西省安康市汉滨区下辖的一个乡镇级行政单位。

## 行政区划
紫荆镇下辖以下地区：
规划村、建强村、新民村、复兴村、东风村、茅溪村、红花村、高峰村、平安村、全面村、沙坝村、荆河村、八仙村、紫荆村、白庙村、得胜村、红庙村、杨寺村、仓房村、七井村和晨光村。